# Гангеядева

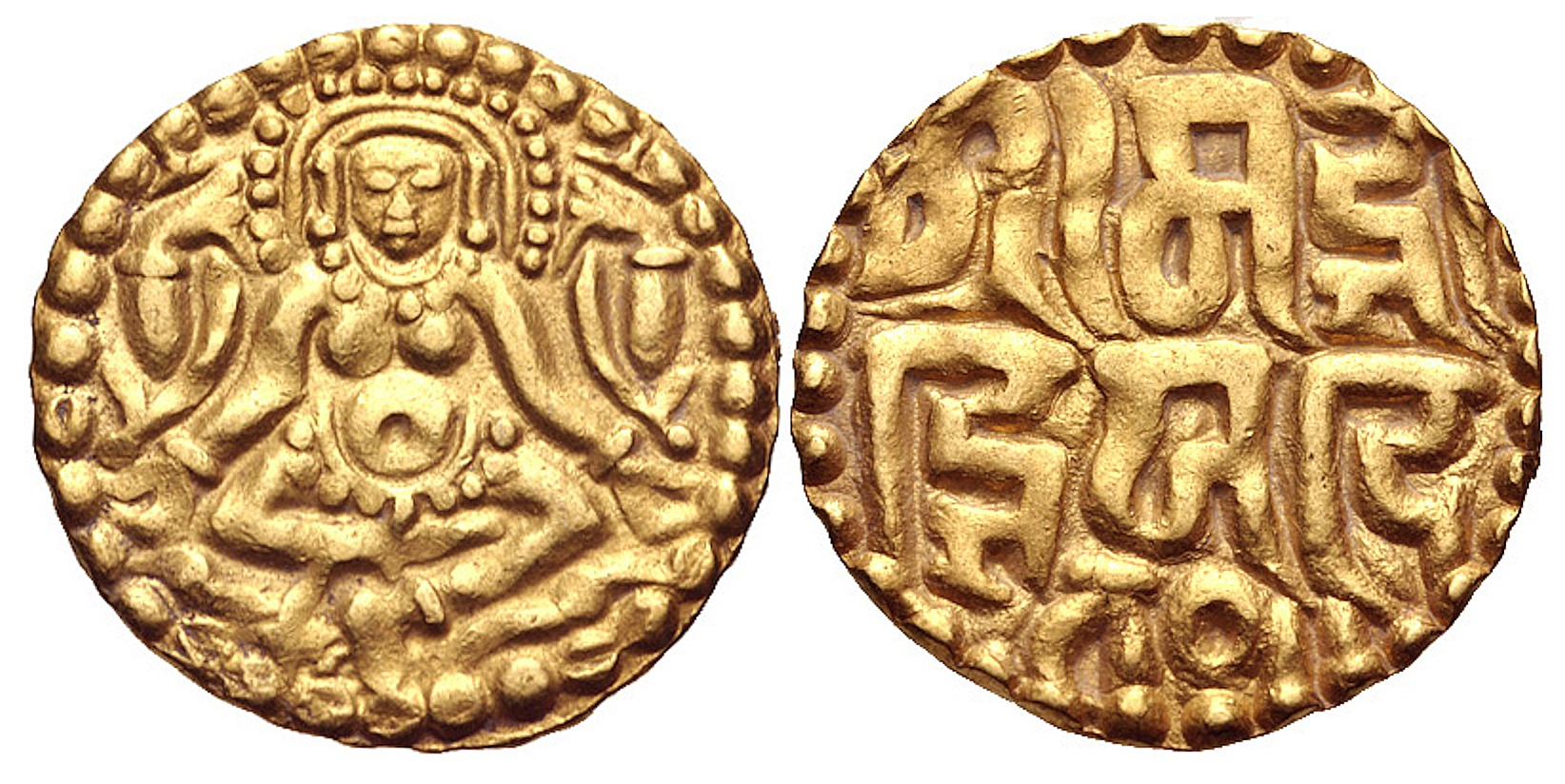
Монета Гангеядеви

Гангеядева (гінді गांगेयदेव; д/н — 1041) — 9-й магараджа держави Чеді-Дагали у 1015—1041 роках (з 1037 — магараджахіраджа). Відомий також як Гангея Вікрамадітья.

## Життєпис
Походив з раджпутського клану Калачура. Син Коккали II. 1015 року після смерті батька успадкував владу. Невдовзі зазнав поразки й вимушений був визнати зверхність Бходжи Парамари, магараджи Малави. Внаслідок цього вимушений був воювати на боці останнього проти Джаясімхи II з Західних Чалук'їв. Втім після перших успіхів разом із своїм сюзереном зазнав невдачі. У своєму написі Мукундпур 1019 року приймає титул Магарха-магамахаттака.
У середині 1020-х років боротьба Парамара проти султана Махмуда Газневі дозволило відновити незалежність. Але вже через декільк років знову зазнав поразки від Бходжи Парамари й знову підтвердив свою залежність. У 1027 році спільно з Бходжею виступив проти Від'ядхари, магараджи Чандела. В наступній битві жодна зі сторін не здобула перемогу, але разом кожен приписав собі перемогу.
Новий шанс відновити самостійність Гангеядева отримав у 1030-х роках. Він здійснив набіги на кілька сусідніх раджпутських держав. Ймовірно між 1033 і 1035 роками він приєднав до своїх володінь міжріччя Гангу і Ямуни з містами Варанасі і Праяградж, віднявши їх в Махіпали I з імперії Пала, що був послаблений поразками від держави Чола. Разом з тим 1034 року Гангеядева не зміг завадити захопленню та пограбуванню Варанасі газневідськими військами Ахмедом Ніялтігіна, вала Пенджабу.
За цим вступив до регіону Уткала (Західна Бенгалія), де спільно з Камалараджею, магараджею Ратнапуру, завдав поразки Шубхакару II, магараджі Тошали. Але війна з Яяті II з династії Сомавамші (в Одіші) не виявила переможця. Незважаючи на це Гангеядева прийняв титул трікалінгадгіпаті (володар Трікалінги).
1036 року повалив Джасапалу, магараджахіраджу Гуджара-Пратіхара, захопивши старовинне церемоніальне місто Каннаудж. Цим закріпив амбіцію наслідувати давнім імперіям. 1037 року прийняв пишні титули парамабхаттарака, магараджадхіраджа і парамешвара, що ставило його на один рівень з Західними Чалук'ями. Також йому було надано почесне ім'я Вікрамадітья. Також став карбувати золоті монети з власним ім'ям з одного боку, з іншого — богиня Лакшмі (знайдено 9 типів з різними вмістом золота). Це стало зразком для інших правителів Індостану, насамперед Чандела. В подальшому також випускав, срібні, срібно-мідні (білони) та мідні монети.
Написи в Калачурі також приписують Лакшмікарні, синові Гангеядеві, успішні походи до Анги, що була під владою імперії Пала, і Кіри (долина Кангра) у відповідь на вторгнення Ахмеда Ніялтігіна, вала Пенджабу
Помер 1041 році в Праяграджі. В написах є свідчення, що сотня його дружин й наложниць здійснили саті. Спадкував владу старший син Лакшмікарна.